# أوفريس تينثريدينيفيرا
أوفريس تينثريدينيفيرا أو ساو فلاي أوركيد, هو نوع أرضي من نبات الأوركيد موطنه البحر الأبيض المتوسط من البرتغال والمغرب إلى تركيا. يشير الاسم الشائع إلى التشابه المزعوم بين الزهرة وساو فلاي، وهي نبتة تشبه الزنبور.
تم اقتراح العديد من الأنواع الفرعية والأصناف والأشكال، ولكن اعتباراً من مايو 2014، لم يتم التعرف على أي منها.